# Andreaea obovata
Andreaea obovata là một loài rêu trong họ Andreaeaceae. Loài này được Thed. mô tả khoa học đầu tiên năm 1849.